# Тајни ред (ТВ серија)
Тајни ред (енгл. The Order) америчка је хорор телевизијска серија коју је створио Денис Хитон за Netflix. Главне улоге тумаче Џејк Манли, Сара Греј, Мет Фруер, Кетрин Изабел, Макс Мартини и Луриза Тронко. Премијера је приказана 7. марта 2019.

## Премиса
Желећи осветити мајчину смрт, студент се придружује тајном друштву и упада у рат између вукодлака и чаробњака који практикују црну магију.

## Улоге
| Глумац        | Улога             |
| ------------- | ----------------- |
| Џејк Манли    | Џек Мортон        |
| Сара Греј     | Алиса Дрејк       |
| Мет Фруер     | Пит Мортон        |
| Макс Мартини  | Едварт Конвентри  |
| Луриза Тронко | Габријела Дјуприз |

## Епизоде

### Преглед серије
| Сезона | Сезона | Епизоде | Епизоде | Оригинална објава | Оригинална објава |
| ------ | ------ | ------- | ------- | ----------------- | ----------------- |
|        | 1.     | 10      | 10      | 7. март 2019.     | 7. март 2019.     |
|        | 2.     | 10      | 10      | 18. јун 2020.     | 18. јун 2020.     |

### 1. сезона (2019)
| Бр. еп. (укупно) | Бр. еп. (у сезони) | Наслов                   | Редитељ          | Сценариста       | Премијера     |
| ---------------- | ------------------ | ------------------------ | ---------------- | ---------------- | ------------- |
| 1                | 1                  | Седмица из пакла: 1. део | Дејвид фон Анкен | Денис Хитон      | 7. март 2019. |
| 2                | 2                  | Седмица из пакла: 2. део | Дејвид фон Анкен | Шели Ериксен     | 7. март 2019. |
| 3                | 3                  | Увод у етику: 1. део     | Кристин Леман    | Рејчел Лангер    | 7. март 2019. |
| 4                | 4                  | Увод у етику: 2. део     | Кристин Леман    | Џеника Харпер    | 7. март 2019. |
| 5                | 5                  | Повратак кући: 1. део    | Лесли Хоуп       | Џејсон Филијатро | 7. март 2019. |
| 6                | 6                  | Повратак кући: 2. део    | Лесли Хоуп       | Пени Е. Гамерсон | 7. март 2019. |
| 7                | 7                  | Необјављено: 1. део      | Рејчел Лајтерман | Џеника Харпер    | 7. март 2019. |
| 8                | 8                  | Необјављено: 2. део      | Рејчел Лајтерман | Рејчел Лангер    | 7. март 2019. |
| 9                | 9                  | Завршница: 1. део        | Матијас Херндл   | Шели Ериксен     | 7. март 2019. |
| 10               | 10                 | Завршница: 2. део        | Матијас Херндл   | Денис Хитон      | 7. март 2019. |

### 2. сезона (2020)
| Бр. еп. (укупно) | Бр. еп. (у сезони) | Наслов                       | Редитељ          | Сценариста                                         | Премијера     |
| ---------------- | ------------------ | ---------------------------- | ---------------- | -------------------------------------------------- | ------------- |
| 11               | 1                  | Слободни радикали: 1. део    | Лесли Хоуп       | Денис Хитон                                        | 18. јун 2020. |
| 12               | 2                  | Слободни радикали: 2. део    | Лесли Хоуп       | Денис Хитон                                        | 18. јун 2020. |
| 13               | 3                  | Сам страх: 1. део            | Матијас Херндл   | Шели Ериксен                                       | 18. јун 2020. |
| 14               | 4                  | Сам страх: 2. део            | Матијас Херндл   | Шели Ериксен                                       | 18. јун 2020. |
| 15               | 5                  | Заједница: 1. део            | Марита Грабијак  | Џејсон Филијатро                                   | 18. јун 2020. |
| 16               | 6                  | Заједница: 2. део            | Марита Грабијак  | Пени Е. Гамерсон                                   | 18. јун 2020. |
| 17               | 7                  | Пролећна епидемија: 1. део   | Марк Чо          | Горман Ли                                          | 18. јун 2020. |
| 18               | 8                  | Пролећна епидемија: 2. део   | Дејвид фон Анкен | Story by : Кет Сенијук Teleplay by : Рејчел Лангер | 18. јун 2020. |
| 19               | 9                  | Нови светски поредак: 1. део | Кристин Леман    | Џејсон Филијатро                                   | 18. јун 2020. |
| 20               | 10                 | Нови светски поредак: 2. цео | Кристин Леман    | Денис Хитон и Шели Ериксен                         | 18. јун 2020. |